# کاپیتال (روزنامه)
کاپیتال (انگلیسی: Kapital) یک مجله هفتگی است که در مقدونیه شمالی منتشر می‌شود. اولین شماره این مجله در ۲۴ سپتامبر ۱۹۹۹ منتشر شد. ناشر مجله "اکونومیست " در شهر اسکوپیه است. مدیر و سردبیر آن لیوپچو زیکوف است. "کاپیتال" در پروژه‌ها، تحقیقات و انجمن‌های متعدد داخلی و خارجی شرکت دارد و به مباحث اقتصادی می‌پردازد و برای فعالیت‌هایش جوایز و تقدیرنامه‌هایی را از آن خود کرده است.